# Registered jack
Pour les articles homonymes, voir RJ.
- 8P8C (8 positions, 8 contacts) utilisé pour RJ45 ;
- 6P6C utilisé pour RJ25 et RJ12 ;
- 6P4C utilisé pour RJ11 et RJ14 ;
- 4P4C utilisé pour RJ9, RJ10 et RJ22 ;
- À droite, une prise 6P6C utilisables avec les connecteurs RJ11, RJ14 et RJ25.

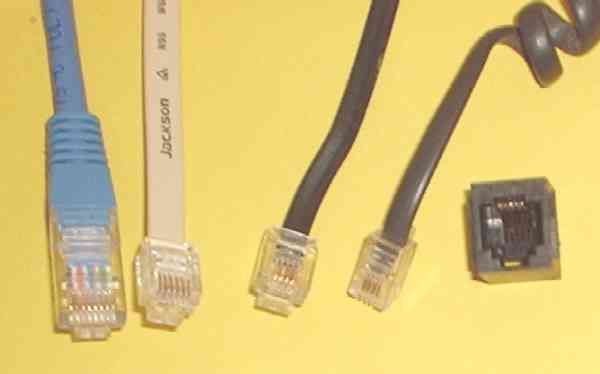
Différents connecteurs de type RJ, de gauche à droite :

Le registered jack (en français « jack normalisé »), souvent abrégé en RJ, désigne un ensemble d'interfaces de connexion réseau normalisées pour le raccordement d'équipements de télécommunications et de téléphonie.
Les différents standards sont désignés par des numéros, tel que RJ11, RJ25, RJ45, etc.
La connectique RJ est utilisée couramment en Amérique du Nord, mais aussi largement dans le monde. Il existe des adaptateurs pour utilisateurs encore équipés de prise en T.

## Différents types de connecteurs
| Code                    | Connecteur | Remarque                        |
| ----------------------- | ---------- | ------------------------------- |
| RJ9/RJ10                | 4P4C       |                                 |
| RJ2MB                   | 50-pin     |                                 |
| RJ11C/RJ11W             | 6P2C       |                                 |
| RJ12C/RJ12W             | 6P6C       |                                 |
| RJ13C/RJ13W             | 6P4C       |                                 |
| RJ14C/RJ14W             | 6P4C       |                                 |
| RJ15C                   | 3 pin      | Pour une ligne téléphonique     |
| RJ18C/RJ18W             | 6P6C       |                                 |
| RJ21X                   | 50-pin     |                                 |
| RJ22                    | 4P4C       |                                 |
| RJ25C/RJ25W             | 6P6C       | Pour trois lignes téléphoniques |
| RJ26X/RJ27X             | 50-pin     |                                 |
| RJ31X/RJ38X             | 8P8C       |                                 |
| RJ41S/RJ45S/RJ48C/RJ48S | 8P8C       |                                 |
| RJ48X/RJ49C/RJ61X       | 8P8C       |                                 |
| RJ50                    | 10P10C     |                                 |
| RJ71C                   | 50-pin     |                                 |